# Israelites
«Israelites» es una canción escrita por Desmond Dekker y Leslie Kong que se convirtió en un hit para el grupo de Dekker, Desmond Dekker & The Aces. Aunque pocos podían entender completamente su letra, el sencillo se convirtió en el primer número uno de reggae en las listas de éxitos de Inglaterra. Combina temas propios de la religión rastafari con preocupaciones de la cultura rude boy, haciendo de ella lo que se ha denominado una "obra maestra atemporal que no conoce fronteras".

## Canción
El inicio de la canción dice:

Get up in the morning, slaving for bread, sir (Levántate/Me levanto por la mañana, esclavizado por pan, señor)
So that every mouth can be fed (Para que cada boca pueda comer/pueda ser alimentada)
Oh, oh, me Israelites. (Oh, oh, [mis] israelitas.)

La melodía vocal es sincopada y en un tono si bemol mayor. Los acordes de la guitarra de acompañamiento suenan con offbeat. Son los acordes estándar de si bemol mayor con un acorde sorpresa en sol bemol en el último compás.
Fue una de las primeras canciones de ska en convertirse en un éxito internacional, a pesar del fuerte acento jamaicano de Dekker que hacía difícil la comprensión de sus letras para la audiencia de fuera de Jamaica. En 1969 alcanzó el Top Ten en los Estados Unidos, y el #9 en la lista de éxitos Billboard Hot 100. Fue número uno en el Reino Unido, Holanda, Jamaica, Sudáfrica, Canadá, Suecia y Alemania Occidental. La canción apareció casi dos años después de que Dekker se hiciera conocido con la canción rude boy, "007 (Shanty Town)".
"Israelites" llevó el ritmo distintivo de la música jamaicana a la audiencia británica por primera vez desde el éxito de Millie "My Boy Lollipop".
En el Reino Unido el disco fue lanzado en marzo de 1969 y fue número uno durante una semana, y vendió alrededor de 250.000 copias.
En junio de 1969 se afirmó que el disco había alcanzado ventas por un millón de copias.
Dekker logró incluir otros dos temas en el UK Top Ten durante el año siguiente, "It Miek" y su versión de la canción de Jimmy Cliff "You Can Get It If You Really Want".
Dekker grabó en el sello discográfico Pyramid, y cuando el catálogo del sello fue comprado por Cactus Records en 1975, "Israelites" fue reeditada. La canción volvió a alcanzar el Top Ten en Reino Unido seis años tras su primera edición.

## Versiones
Una primera versión de la canción, una versión rockabilly a cargo de Travelin' Troubadors de Nebraska, grabó un sencillo en el sello local de Lincoln, Nebraska, "Roto Records" (R-1202), posiblemente se haya lanzado originalmente a finales de 1968, también fue parte del álbum compilado "Mondo Frat Dance A Go-Go" de Arf! Arf! Records.
La canción ha sido versionada también por el grupo sueco de punk rock Millencolin. También fue reinterpretada por Madness para su álbum de versiones The Dangermen Sessions Vol. 1 (2005) y por Apache Indian para su sencillo "The Israelites" (2005).